# Tour de França de 2001
El 88é Tour de França es va disputar del 7 al 29 de juliol de 2001 sobre un recorregut de 20 etapes més el pròleg inicial i amb un total de 3453 km que el vencedor va cobrir a una velocitat mitjana de 40,070 km/h. La carrera va començar en Dunkerque i va acabar en París, en el clàssic final dels Camps Elisis.
La carrera va incloure una contrarellotge per equips de 67 quilòmetres, dos contrarellotges individuals i cinc etapes consecutives amb final al cim de muntanya, on la segona va ser una cronoescalada de categoria especial amb final en Chamrousse. Per tant, totes les etapes d'alta muntanya es van agrupar consecutivament, amb un dia de descans pel mig. Els Alps van ser visitats abans dels Pirineus. El Tour va començar a França però també va visitar Bèlgica en la seua primera setmana. L'etapa final cerimonial va finalitzar en els Camps Elisis de París, com és tradició. Erik Zabel va assolir el seu rècord amb la sisena victòria consecutiva en la classificació per punts.
Després que Lance Armstrong perdera el seu contenciós contra l'Agència Antidopatge dels Estats Units (USADA), ell va acabar sent despullat del seu rècord de set títols del Tour de França. La Unió Ciclista Internacional va apuntalar les sancions de la USADA i va decidir no adjudicar victòries a cap altre corredor ni millorar altres posicions en cap dels esdeveniments afectats. El Tour 2001 per tant no té guanyador oficial.

## Participants
| US Postal Service | Deutsche Telekom | ONCE-Eroski |
| --- | --- | --- |
| - 1. Lance Armstrong (DSQ a 2012) - 2. Roberto Heras - 3. Viatcheslav Ekimov - 4. Tyler Hamilton - 5. George Hincapie - 6. Steffen Kjærgaard - 7. Víctor Hugo Peña - 8. José Luis Rubiera - 9. Christian Vande Velde       | - 11. Jan Ullrich - 12. Udo Bölts - 13. Giuseppe Guerini - 14. Jens Heppner - 15. Andreas Klöden - 16. Kevin Livingston - 17. Alexandre Vinokourov - 18. Steffen Wesemann - 19. Erik Zabel                   | - 21. Joseba Beloki - 22. Santos González - 23. Álvaro González de Galdeano - 24. Igor González de Galdeano - 25. José Iván Gutiérrez - 26. Jörg Jaksche - 27. Mikel Pradera - 28. Carlos Sastre - 29. Marcos Serrano |
| Festina | Fassa Bortolo | Rabobank |
| - 31. Christophe Moreau - 32. Florent Brard - 33. Ángel Casero - 34. Pascal Chanteur - 35. Félix García Casas - 36. Pascal Lino - 37. Luis Pérez Rodríguez - 38. Arnaud Prétot - 29. Sven Teutenberg                       | - 41. Francesco Casagrande - 42. Fabio Baldato - 43. Ivan Basso - 44. Wladimir Belli - 45. Sergueï Ivanov - 46. Nicola Loda - 47. Alessandro Petacchi - 48. Oscar Pozzi - 49. Matteo Tosatto                 | - 51. Michael Boogerd - 52. Bram de Groot - 53. Steven de Jongh - 54. Erik Dekker - 55. Maarten den Bakker - 56. Marc Lotz - 57. Grischa Niermann - 58. Geert Verheyen - 59. Marc Wauters                             |
| Lotto-Adecco | Cofidis | Mapei-Quick Step |
| - 61. Rik Verbrugghe - 62. Mario Aerts - 63. Serge Baguet - 64. Jeroen Blijlevens - 65. Fabien De Waele - 66. Guennadi Mikhailov - 67. Kurt Van De Wouwer - 68. Paul Van Hyfte - 69. Stive Vermaut                         | - 71. David Millar - 72. David Atienza - 73. Íñigo Cuesta - 74. Andrei Kivilev - 75. Massimiliano Lelli - 76. Nico Mattan - 77. David Moncoutié - 78. Christophe Rinero - 79. Guido Trentin                  | - 81. Daniele Nardello - 82. Michele Bartoli - 83. Paolo Bettini - 84. Davide Bramati - 85. Paolo Fornaciari - 86. Stefano Garcelli - 87. Bart Laysen - 88. Tom Steels - 89. Stefano Zanini                           |
| iBanesto.com | Crédit agricole | Euskatel-Euskadi |
| - 91. Francisco Mancebo - 92. Santiago Blanco - 93. Tomasz Brozyna - 94. José Vicente García Acosta - 95. Eladio Jiménez - 96. Denis Menchov - 97. Joan Odriozola - 98. Javier Pascual Rodríguez - 99. Leonardo Piepoli    | - 101. Bobby Julich - 102. Frederic Bessy - 103. Sébastien Hinault - 104. Thor Hushovd - 105. Christopher Jenner - 106. Anthony Morin - 107. Stuart O'Grady - 108. Jonathan Vaughters - 109. Jens Voigt      | - 111. David Etxebarria - 112. Ángel Castresana - 113. Íñigo Chaurreau - 114. Txema del Olmo - 115. Unai Etxebarria - 116. Iker Flores - 117. Roberto Laiseka - 118. Alberto López de Munain - 119. Haimar Zubeldia   |
| AG2R-Prévoyance | CSC-Tiscali | Jean Delatour |
| - 121. Benoît Salmon - 122. Christophe Agnolutto - 123. Stéphane Bergès - 124. Alexandre Botcharov - 125. Ludovic Capelle - 126. Sébastien Demarbaix - 127. Jaan Kirsipuu - 128. Gilles Maignan - 129. Ludovic Turpin      | - 131. Laurent Jalabert - 12. Michael Blaudzun - 133. Francisco Cerezo - 134. Marcelino García - 135. Nicolas Jalabert - 136. Nicolaj Bo Larsen - 137. Jakob Piil - 138. Nicki Sørensen - 139. Rolf Sørensen | - 141. Laurent Brochard - 142. Jérôme Bernard - 143. Gilles Bouvard - 144. Stéphane Goubert - 145. Patrice Halgand - 146. Christophe Oriol - 147. Laurent Roux - 148. Eddy Seigneur - 149. Olivier Trastour           |
| Kelme-Costa Blanca | Bonjour | Lampre-Daikin |
| - 151. Santiago Botero - 152. Félix Cárdenas - 153. Laurent Desbiens - 154. Aitor González - 155. José Enrique Gutiérrez - 156. Javier Pascual Llorente - 157. Óscar Sevilla - 158. Antonio Tauler - 159. José Ángel Vidal | - 161. Didier Rous - 162. Waalter Bénéteau - 163. Franck Bouyer - 164. Sylvain Chavanel - 165. Damien Nazon - 166. Olivier Perraudeau - 167. Franck Renier - 168. Jean-Cyril Robin - 169. François Simon     | - 171. Marco Serpellini - 172. Raivis Belohvoščiks - 173. Rubens Bertogliati - 174. Ludo Dierckxsens - 175. Matteo Frutti - 176. Robert Hunter - 177. Marco Pinotti - 178. Ján Svorada - 179. Johan Verstrepen        |
| Française des Jeux | Domo-Farm Frites | BigMat-Auber 93 |
| - 181. Sven Montgomery - 182. Jimmy Casper - 183. Jacky Durand - 184. Frédéric Guesdon - 185. Emmanuel Magnien - 186. Bradley McGee - 187. Christophe Mengin - 188. Daniel Schnider - 189. Nicolas Vogondy                 | - 191. Romāns Vainšteins - 192. Enrico Cassani - 193. Servais Knaven - 194. Axel Merckx - 195. Marco Milesi - 196. Johan Museeuw - 197. Fred Rodriguez - 198. Max van Heeswijk - 199. Piotr Wadecki          | - 201. Stéphane Heulot - 202. Guillaume Auger - 203. Ludovic Auger - 204. Christophe Capelle - 205. Thierry Gouvenou - 206. Xavier Jan - 207. Loïc Lamouller - 208. Alexei Sivakov - 209. Sébastien Talabardon        |